# Liga Națională de handbal feminin 2014-2015, fazele eliminatorii
Acest articol descrie fazele eliminatorii ale Ligii Naționale de handbal feminin 2014-2015.

## Format
Sezonul 2014-2015 al Ligii Naționale de handbal feminin a fost al doilea în care Federația Română de Handbal a introdus un format final de tip Play-Off și Play-Out. La finalul sezonului regulat, echipele participante au fost împărțite în două serii valorice, în funcție de locurile ocupate în clasament. Prima serie, alcătuită din formațiile clasate pe locurile 1-8 la sfârșitul sezonului regulat, a disputat meciurile în sistem Play-Off. A doua serie, alcătuită din formațiile clasate pe locurile 9-14 la sfârșitul sezonului regulat, a disputat meciurile în sistem Play-Out.

### Play-Off
În Faza I a formatului Play-Off, echipele s-au împerecheat după cum urmează: locul 1 cu locul 8, 2-7, 3-6 și 4-5, iar meciurile s-au desfășurat după sistemul „două victorii din 3 jocuri”. Primul joc s-a disputat pe terenul echipei cel mai slab clasate după sezonul regulat, iar celelalte două - acolo unde situația a impus-o - pe terenul echipei cel mai bine clasate. În cazurile în care una din echipe a câștigat primele două meciuri, al treilea nu s-a mai disputat. Conform regulamentului, în caz de egalitate după 60 de minute s-ar fi recurs la aruncări de la 7 metri.
Partidele s-au desfășurat după cum urmează:
| Meci 1 | loc 8 - loc 1 |
| Meci 2 | loc 7 - loc 2 |
| Meci 3 | loc 6 - loc 3 |
| Meci 4 | loc 5 - loc 4 |

Faza a II-a s-a desfășurat după aceleași reguli ca Faza I, în sistemul „două victorii din 3 jocuri”. Primul joc s-a disputat pe terenul echipei cel mai slab clasate după sezonul regulat, iar celelalte două - dacă situația ar fi impus-o - pe terenul echipei cel mai bine clasate. Deoarece patru echipe au câștigat primele două meciuri, al treilea nu s-a mai disputat. În partida Corona Brașov-CSM București, terminată la egalitate după 60 de minute, s-a recurs la aruncări de la 7 metri.
Partidele s-au desfășurat după cum urmează:
| Meci 5 | câștigătoarea meciului 4 - câștigătoarea meciului 1 |
| Meci 6 | câștigătoarea meciului 3 - câștigătoarea meciului 2 |
| Meci 7 | învinsa meciului 4 - învinsa meciului 1             |
| Meci 8 | învinsa meciului 3 - învinsa meciului 2             |

Faza a III-a s-a desfășurat după aceleași reguli ca Fazele I și II, în sistemul „două victorii din 3 jocuri”. Primul joc s-a disputat pe terenul echipei cel mai slab clasate după sezonul regulat, iar celelalte două - acolo unde situația a impus-o - pe terenul echipei cel mai bine clasate. În cazurile în care una din echipe a câștigat primele două meciuri, al treilea nu s-a mai disputat. Conform regulamentului, în caz de egalitate după 60 de minute s-ar fi recurs la aruncări de la 7 metri. Faza a III-a a Play-Off-ului a stabilit și ordinea finală a locurilor 1-8 din clasamentul general.
Partidele s-au desfășurat după cum urmează:
| Meci 9  | câștigătoarea meciului 5 - câștigătoarea meciului 6 | Pentru locurile 1-2 |
| Meci 10 | învinsa meciului 5 - învinsa meciului 6             | Pentru locurile 3-4 |
| Meci 11 | câștigătoarea meciului 7 - câștigătoarea meciului 8 | Pentru locurile 5-6 |
| Meci 12 | învinsa meciului 7 - învinsa meciului 8             | Pentru locurile 7-8 |

### Play-Out
Echipele clasate pe locurile 9-14 la sfârșitul sezonului regulat au intrat în Play-Out cu punctele acumulate în meciurile directe și au jucat în sistem tur-retur, ordinea meciurilor stabilindu-se conform Tabelei Berger.
Au retrogradat echipele clasate pe locurile 13 și 14 la sfârșitul Play-Out-ului, iar cele clasate pe locurile 11 și 12 vor participa la Turneul de promovare alături de echipele clasate pe locurile 1 și 2 în cele două serii ale Diviziei A.

## Play-Off

### Faza I (sferturile de finală)
Partidele din Faza I au fost programate pe 29 aprilie, 1 și 2 mai 2015 pe terenul echipei cel mai slab clasate în urma sezonului regulat, și 5-6 mai 2015 pe terenul echipei cel mai bine clasate în urma sezonului regulat. Corona Brașov și HC Zalău au obținut același număr de puncte în urma primelor două meciuri directe. În conformitate cu regulamentul, cele două echipe au disputat pe 7 mai 2015 un al treilea meci pe terenul Coronei Brașov, mai bine clasată decât HC Zalău în urma sezonului regulat. 
În Faza I, echipele s-au disputat partidele după cum urmează:
| Echipa 1          | Echipa a 2-a  | Manșa 1 | Manșa a 2-a | Manșa a 3-a         |
| ----------------- | ------------- | ------- | ----------- | ------------------- |
| CSM Ploiești      | HCM Baia Mare | 20 - 31 | 24 - 40     | Nu s-a mai disputat |
| HC Dunărea Brăila | CSM București | 20 - 28 | 26 - 29     | Nu s-a mai disputat |
| HC Zalău          | Corona Brașov | 23 - 19 | 18 - 30     | 24 - 27             |
| HCM Roman         | SCM Craiova   | 27 - 21 | 22 - 20     | Nu s-a mai disputat |

Conform calendarului FRH:
| 29 aprilie 2015 17:00 | HCM Roman  | 27 - 21 | SCM Craiova | Sala Polivalentă, Roman Arbitri: Pintea, Sas |
| 29 aprilie 2015 17:00 | Tošković 9 | (15-11) | Tiron 8     | Sala Polivalentă, Roman Arbitri: Pintea, Sas |
| 29 aprilie 2015 17:00 | 5× 4×      | Cronica | 5× 3×       | Sala Polivalentă, Roman Arbitri: Pintea, Sas |

| 1 mai 2015 DigiSport319:30 | HC Zalău         | 23 - 19 | Corona Brașov | Sala Sporturilor, Zalău Arbitri: Blas, Ghiorghișor |
| 1 mai 2015 DigiSport319:30 | Constantinescu 9 | (9-12)  | Zamfir 5      | Sala Sporturilor, Zalău Arbitri: Blas, Ghiorghișor |
| 1 mai 2015 DigiSport319:30 | 4× 3×            | Cronica | 5× 4×         | Sala Sporturilor, Zalău Arbitri: Blas, Ghiorghișor |

| 2 mai 2015 DigiSport114:00 | HC Dunărea Brăila | 20 - 28 | CSM București | Sala Polivalentă „Danubius”, Brăila Arbitri: Georgescu, Moldoveanu |
| 2 mai 2015 DigiSport114:00 | Horjea 6          | (9-13)  | Rodrigues 8   | Sala Polivalentă „Danubius”, Brăila Arbitri: Georgescu, Moldoveanu |
| 2 mai 2015 DigiSport114:00 | 2× 3×             | Cronica | 5× 2×         | Sala Polivalentă „Danubius”, Brăila Arbitri: Georgescu, Moldoveanu |

| 2 mai 2015 DigiSport317:30 | CSM Ploiești      | 20 - 31 | HCM Baia Mare    | Sala Sporturilor Olimpia, Ploiești Asistență: 500 Arbitri: Gál, Savu |
| 2 mai 2015 DigiSport317:30 | Chiricuță, Toth 4 | (10-12) | do Nascimento 10 | Sala Sporturilor Olimpia, Ploiești Asistență: 500 Arbitri: Gál, Savu |
| 2 mai 2015 DigiSport317:30 | 2× 3×             | Cronica | 6× 2×            | Sala Sporturilor Olimpia, Ploiești Asistență: 500 Arbitri: Gál, Savu |

| 5 mai 2015 DigiSport318:00 | CSM București                 | 29 - 26 | HC Dunărea Brăila | Sala Polivalentă, București Arbitri: Mârza, Nedelea |
| 5 mai 2015 DigiSport318:00 | da Silva, Rodrigues, Glibko 6 | (12-11) | Horjea 13         | Sala Polivalentă, București Arbitri: Mârza, Nedelea |
| 5 mai 2015 DigiSport318:00 | 2× 3×                         | Cronica | 1× 3×             | Sala Polivalentă, București Arbitri: Mârza, Nedelea |

| 5 mai 2015 DigiSport319:30 | Corona Brașov | 30 - 18 | HC Zalău         | Sala Sporturilor Dumitru Popescu Colibași, Brașov Arbitri: Pintea, Sas |
| 5 mai 2015 DigiSport319:30 | Pricopi 6     | (15-10) | Constantinescu 5 | Sala Sporturilor Dumitru Popescu Colibași, Brașov Arbitri: Pintea, Sas |
| 5 mai 2015 DigiSport319:30 | 6× 4×         | Cronica | 3× 4×            | Sala Sporturilor Dumitru Popescu Colibași, Brașov Arbitri: Pintea, Sas |

| 6 mai 2015 16:00 | HCM Baia Mare | 40 - 24 | CSM Ploiești | Sala Sporturilor Lascăr Pană, Baia Mare Arbitri: Doană, Gociu |
| 6 mai 2015 16:00 | Abbingh 8     | (17-7)  | Burtea 6     | Sala Sporturilor Lascăr Pană, Baia Mare Arbitri: Doană, Gociu |
| 6 mai 2015 16:00 | 2× 1×         | Cronica | 2× 1×        | Sala Sporturilor Lascăr Pană, Baia Mare Arbitri: Doană, Gociu |

| 6 mai 2015 18:00 | SCM Craiova | 20 - 22 | HCM Roman   | Sala Polivalentă, Craiova Arbitri: Florescu, Stoia |
| 6 mai 2015 18:00 | Tiron 7     | (8-9)   | Mihalschi 5 | Sala Polivalentă, Craiova Arbitri: Florescu, Stoia |
| 6 mai 2015 18:00 | Cronica     |         |             | Sala Polivalentă, Craiova Arbitri: Florescu, Stoia |

| 7 mai 2015 DigiSport318:30 | Corona Brașov | 27 - 24 | HC Zalău               | Sala Sporturilor Dumitru Popescu Colibași, Brașov Arbitri: Harabagiu, Stănescu |
| 7 mai 2015 DigiSport318:30 | Hotea 6       | (12-10) | Constantinescu, Puiu 7 | Sala Sporturilor Dumitru Popescu Colibași, Brașov Arbitri: Harabagiu, Stănescu |
| 7 mai 2015 DigiSport318:30 | 6× 3×         | Cronica | 7× 4× 1×               | Sala Sporturilor Dumitru Popescu Colibași, Brașov Arbitri: Harabagiu, Stănescu |

### Faza a II-a (semifinalele)
| Echipa 1      | Echipa a 2-a      | Manșa 1         | Manșa a 2-a | Manșa a 3-a         |
| ------------- | ----------------- | --------------- | ----------- | ------------------- |
| HCM Roman     | HCM Baia Mare     | 20 - 25         | 21 - 33     | Nu s-a mai disputat |
| Corona Brașov | CSM București     | 26 - 28 (24-24) | 20 - 27     | Nu s-a mai disputat |
| SCM Craiova   | CSM Ploiești      | 26 - 20         | 23 - 17     | Nu s-a mai disputat |
| HC Zalău      | HC Dunărea Brăila | 23 - 25         | 21 - 22     | Nu s-a mai disputat |

Conform calendarului FRH:
| 11 mai 2015 DigiSport318:00 | HCM Roman  | 20 - 25 | HCM Baia Mare   | Sala Polivalentă, Roman Asistență: 1.000 Arbitri: Năstase, Stancu |
| 11 mai 2015 DigiSport318:00 | Tošković 5 | (13-13) | do Nascimento 8 | Sala Polivalentă, Roman Asistență: 1.000 Arbitri: Năstase, Stancu |
| 11 mai 2015 DigiSport318:00 | 2× 4× 1×   | Cronica | 4× 2×           | Sala Polivalentă, Roman Asistență: 1.000 Arbitri: Năstase, Stancu |

| 12 mai 2015 17:00 | CSM Ploiești | 20 - 26 | SCM Craiova | Sala Sporturilor Olimpia, Ploiești Asistență: 300 Arbitri: Mârza, Nedelea |
| 12 mai 2015 17:00 | Gherman 6    | (10-14) | Eidem 5     | Sala Sporturilor Olimpia, Ploiești Asistență: 300 Arbitri: Mârza, Nedelea |
| 12 mai 2015 17:00 | 5×           | Cronica | 2×          | Sala Sporturilor Olimpia, Ploiești Asistență: 300 Arbitri: Mârza, Nedelea |

| 12 mai 2015 DigiSport318:00 | Corona Brașov          | 26 - 28 (Prel.) | CSM București                   | Sala Sporturilor Dumitru Popescu Colibași, Brașov Asistență: 1.200 Arbitri: Florescu, Stoia |
| 12 mai 2015 DigiSport318:00 | Chiper 8               | (9-14)          | Martín, Rodrigues, Torstenson 5 | Sala Sporturilor Dumitru Popescu Colibași, Brașov Asistență: 1.200 Arbitri: Florescu, Stoia |
| 12 mai 2015 DigiSport318:00 | 2× 3×                  | [ Cronica]      | 4× 3×                           | Sala Sporturilor Dumitru Popescu Colibași, Brașov Asistență: 1.200 Arbitri: Florescu, Stoia |
| 12 mai 2015 DigiSport318:00 | FT: 24 - 24 Prel.: 2-4 |                 |                                 | Sala Sporturilor Dumitru Popescu Colibași, Brașov Asistență: 1.200 Arbitri: Florescu, Stoia |

| 12 mai 2015 18:00 | HC Dunărea Brăila | 25 - 23 | HC Zalău     | Sala Polivalentă „Danubius”, Brăila Arbitri: Gurbina, Stanciu |
| 12 mai 2015 18:00 | Moldovan 8        | (14-13) | Cîrligeanu 5 | Sala Polivalentă „Danubius”, Brăila Arbitri: Gurbina, Stanciu |
| 12 mai 2015 18:00 | Cronica           |         |              | Sala Polivalentă „Danubius”, Brăila Arbitri: Gurbina, Stanciu |

| 15 mai 2015 DigiSport317:30 | HCM Baia Mare | 33 - 21 | HCM Roman  | Sala Sporturilor Lascăr Pană, Baia Mare Asistență: 2.000 Arbitri: Florescu, Stoia |
| 15 mai 2015 DigiSport317:30 | Nechita 6     | (16-10) | Tošković 6 | Sala Sporturilor Lascăr Pană, Baia Mare Asistență: 2.000 Arbitri: Florescu, Stoia |
| 15 mai 2015 DigiSport317:30 | 2× 3×         | Cronica | 1×         | Sala Sporturilor Lascăr Pană, Baia Mare Asistență: 2.000 Arbitri: Florescu, Stoia |

| 16 mai 2015 17:30 | SCM Craiova | 23 - 17 | CSM Ploiești | Sala Polivalentă, Craiova Arbitri: Șerbu, Vasilescu |
| 16 mai 2015 17:30 | Tiron 5     | (13-9)  | Burtea 6     | Sala Polivalentă, Craiova Arbitri: Șerbu, Vasilescu |
| 16 mai 2015 17:30 | Cronica     |         |              | Sala Polivalentă, Craiova Arbitri: Șerbu, Vasilescu |

| 16 mai 2015 17:30 | HC Zalău         | 21 - 22 | HC Dunărea Brăila | Sala Sporturilor, Zalău Arbitri: Dordea, State |
| 16 mai 2015 17:30 | Constantinescu 8 | (13-11) | Perianu 8         | Sala Sporturilor, Zalău Arbitri: Dordea, State |
| 16 mai 2015 17:30 |                  | Cronica | 1×                | Sala Sporturilor, Zalău Arbitri: Dordea, State |

| 16 mai 2015 DigiSport319:45 | CSM București | 27 - 20 | Corona Brașov | Sala Polivalentă, București Asistență: 2.000 Arbitri: Mârza, Nedelea |
| 16 mai 2015 DigiSport319:45 | Torstenson 6  | (14-11) | Zamfir 7      | Sala Polivalentă, București Asistență: 2.000 Arbitri: Mârza, Nedelea |
| 16 mai 2015 DigiSport319:45 | 2× 2×         | Cronica | 1× 3×         | Sala Polivalentă, București Asistență: 2.000 Arbitri: Mârza, Nedelea |

### Faza a III-a (finala și meciurile pentru locurile 3-8)
Partidele din Faza a III-a au fost programate pe 21 și 22 mai 2015 pe terenul echipei cel mai slab clasate în urma sezonului regulat, și 26 mai 2015 pe terenul echipei cel mai bine clasate în urma sezonului regulat. SCM Craiova și HC Dunărea Brăila au obținut același număr de puncte în urma primelor două meciuri directe. În conformitate cu regulamentul, cele două echipe au disputat pe 28 mai 2015 un al treilea meci decisiv pe terenul SCM Craiova, mai bine clasată decât HC Dunărea Brăila în urma sezonului regulat. 
| Echipa 1      | Echipa a 2-a      | Manșa 1 | Manșa a 2-a | Manșa a 3-a         |
| ------------- | ----------------- | ------- | ----------- | ------------------- |
| HCM Baia Mare | CSM București     | 22 - 23 | 17 - 20     | Nu s-a mai disputat |
| HCM Roman     | Corona Brașov     | 22 - 24 | 25 - 26     | Nu s-a mai disputat |
| SCM Craiova   | HC Dunărea Brăila | 29 - 32 | 26 - 24     | 26 - 23             |
| CSM Ploiești  | HC Zalău          | 26 - 30 | 19 - 37     | Nu s-a mai disputat |

#### Finala - meciul 1
| 22 mai 2015 DigiSport219:00 | CSM București           | 23 - 22 | HCM Baia Mare                  | Sala Polivalentă, București Asistență: 3.500 Arbitri: Florescu, Stoia |
| 22 mai 2015 DigiSport219:00 | Rodrigues, Torstenson 5 | (13-11) | Ardean-Elisei, do Nascimento 5 | Sala Polivalentă, București Asistență: 3.500 Arbitri: Florescu, Stoia |
| 22 mai 2015 DigiSport219:00 | 5× 4×                   | Cronica | 3× 3×                          | Sala Polivalentă, București Asistență: 3.500 Arbitri: Florescu, Stoia |

#### Meciul 1 pentru locurile 3-4
| 22 mai 2015 17:00 | HCM Roman | 22 - 24 | Corona Brașov | Sala Polivalentă, Roman Arbitri: Georgescu, Moldoveanu |
| 22 mai 2015 17:00 | Iuganu 10 | (13-11) | Zamfir 10     | Sala Polivalentă, Roman Arbitri: Georgescu, Moldoveanu |
| 22 mai 2015 17:00 | 2× 2×     | Cronica | 5× 3×         | Sala Polivalentă, Roman Arbitri: Georgescu, Moldoveanu |

#### Meciul 1 pentru locurile 5-6
| 22 mai 2015 18:00 | HC Dunărea Brăila  | 32 - 29 | SCM Craiova | Sala Polivalentă „Danubius”, Brăila Arbitri: Doană, Gociu |
| 22 mai 2015 18:00 | Horjea, Moldovan 8 | (15-13) | Cioaric 6   | Sala Polivalentă „Danubius”, Brăila Arbitri: Doană, Gociu |
| 22 mai 2015 18:00 | Cronica            |         |             | Sala Polivalentă „Danubius”, Brăila Arbitri: Doană, Gociu |

#### Meciul 1 pentru locurile 7-8
| 21 mai 2015 16:00 | CSM Ploiești | 26 - 30 | HC Zalău          | Sala Sporturilor Olimpia, Ploiești Asistență: 200 Arbitri: Barbu, Ciurea |
| 21 mai 2015 16:00 | Chiricuță 6  | (14-12) | Constantinescu 16 | Sala Sporturilor Olimpia, Ploiești Asistență: 200 Arbitri: Barbu, Ciurea |
| 21 mai 2015 16:00 | 4×           | Cronica | 5×                | Sala Sporturilor Olimpia, Ploiești Asistență: 200 Arbitri: Barbu, Ciurea |

#### Finala - meciul 2
| 26 mai 2015 DigiSport18:30 | HCM Baia Mare       | 17 - 20 | CSM București | Sala Sporturilor Lascăr Pană, Baia Mare Asistență: 3.000 Arbitri: Georgescu, Moldoveanu |
| 26 mai 2015 DigiSport18:30 | Abbingh, Buceschi 4 | (6-11)  | Torstenson 7  | Sala Sporturilor Lascăr Pană, Baia Mare Asistență: 3.000 Arbitri: Georgescu, Moldoveanu |
| 26 mai 2015 DigiSport18:30 | Cronica             |         |               | Sala Sporturilor Lascăr Pană, Baia Mare Asistență: 3.000 Arbitri: Georgescu, Moldoveanu |

#### Meciul 2 pentru locurile 3-4
| 26 mai 2015 18:30 | Corona Brașov | 26 - 25 | HCM Roman         | Sala Sporturilor Dumitru Popescu Colibași, Brașov Arbitri: Iliescu, Manea |
| 26 mai 2015 18:30 | Zamfir 6      | (11-10) | Druțu, Tošković 6 | Sala Sporturilor Dumitru Popescu Colibași, Brașov Arbitri: Iliescu, Manea |
| 26 mai 2015 18:30 | Cronica       |         |                   | Sala Sporturilor Dumitru Popescu Colibași, Brașov Arbitri: Iliescu, Manea |

#### Meciul 2 pentru locurile 5-6
| 26 mai 2015 18:00 | SCM Craiova  | 26 - 24 | HC Dunărea Brăila | Sala Polivalentă, Craiova Arbitri: Muntean, Turdean |
| 26 mai 2015 18:00 | Tiron 8      | (16-15) | Brot, Moldovan 6  | Sala Polivalentă, Craiova Arbitri: Muntean, Turdean |
| 26 mai 2015 18:00 | Cronica 1, 2 |         |                   | Sala Polivalentă, Craiova Arbitri: Muntean, Turdean |

#### Meciul 2 pentru locurile 7-8
| 26 mai 2015 16:30 | HC Zalău         | 37 - 19 | CSM Ploiești | Sala Sporturilor, Zalău Arbitri: Vlad, Velișca |
| 26 mai 2015 16:30 | Constantinescu 9 | (18-8)  | Vasilescu 5  | Sala Sporturilor, Zalău Arbitri: Vlad, Velișca |
| 26 mai 2015 16:30 | 2×               | Cronica | 4× 1×        | Sala Sporturilor, Zalău Arbitri: Vlad, Velișca |

#### Meciul 3 pentru locurile 5-6
| 28 mai 2015 18:00 | SCM Craiova     | 26 - 23 | HC Dunărea Brăila | Sala Polivalentă, Craiova Arbitri: Năstase, Stancu |
| 28 mai 2015 18:00 | Ianași, Tiron 5 | (14-6)  | Brot 6            | Sala Polivalentă, Craiova Arbitri: Năstase, Stancu |
| 28 mai 2015 18:00 | 10×             | Cronica | 5×                | Sala Polivalentă, Craiova Arbitri: Năstase, Stancu |

### Clasamentul marcatoarelor în Play-Off
Actualizat pe 28 mai 2015
| Poz. | Nume                       | Echipă            | Meciuri | Goluri |
| ---- | -------------------------- | ----------------- | ------- | ------ |
| 1    | Maria Constantinescu (ROU) | HC Zalău          | 7       | 54     |
| 2    | Alina Horjea (ROU)         | HC Dunărea Brăila | 7       | 46     |
| 3    | Ada Moldovan (ROU)         | HC Dunărea Brăila | 7       | 41     |
| 3    | Bianca Tiron (ROU)         | SCM Craiova       | 7       | 41     |
| 3    | Cristina Zamfir (ROU)      | Corona Brașov     | 7       | 41     |
| 6    | Jasna Tošković (MNE)       | HCM Roman         | 6       | 37     |
| 7    | Gabriela Perianu (ROU)     | HC Dunărea Brăila | 7       | 32     |
| 8    | Ana Paula Rodrigues (BRA)  | CSM București     | 6       | 31     |
| 9    | Diana Puiu (ROU)           | HC Zalău          | 7       | 28     |
| 10   | Ana Maria Iuganu (ROU)     | HCM Roman         | 6       | 27     |

## Play-Out
Echipele clasate pe locurile 9-14 la sfârșitul sezonului regulat au intrat în Play-Out cu punctele acumulate în meciurile directe și au jucat în sistem tur-retur. 

### Clasament la începutul fazei Play-Out
Tabelul de mai jos prezintă situația punctelor înainte de începerea fazei Play-Out:
| Poz. | Echipa                 | J  | V | E | Î  | GM  | GP  | G    | P  |
| ---- | ---------------------- | -- | - | - | -- | --- | --- | ---- | -- |
| 1    | CSM Cetate Deva        | 10 | 6 | 2 | 2  | 288 | 272 | + 16 | 20 |
| 2    | CSM Unirea Slobozia    | 10 | 6 | 0 | 4  | 267 | 254 | + 13 | 18 |
| 3    | HCM Râmnicu Vâlcea     | 10 | 5 | 2 | 3  | 270 | 251 | +19  | 17 |
| 4    | CSU Neptun Constanța   | 10 | 5 | 1 | 4  | 254 | 240 | +14  | 16 |
| 5    | „U” Alexandrion Cluj   | 10 | 5 | 1 | 4  | 288 | 275 | +13  | 16 |
| 6    | SC Mureșul Târgu Mureș | 10 | 0 | 0 | 10 | 246 | 321 | - 75 | 0  |

### Clasament Play-Out
Actualizat pe data de 31 mai 2015
|  | Echipe care merg la turneul de baraj |
|  | Echipe retrogradate în Divizia A     |

| Poz. | Echipa                 | J  | V  | E | Î  | GM  | GP  | G     | P  |
| ---- | ---------------------- | -- | -- | - | -- | --- | --- | ----- | -- |
| 1    | HCM Râmnicu Vâlcea     | 20 | 11 | 4 | 5  | 544 | 500 | + 44  | 37 |
| 2    | „U” Alexandrion Cluj   | 20 | 12 | 1 | 7  | 574 | 539 | + 35  | 37 |
| 3    | CSM Unirea Slobozia    | 20 | 11 | 2 | 7  | 503 | 476 | + 27  | 35 |
| 4    | CSM Cetate Deva        | 20 | 10 | 3 | 7  | 560 | 546 | + 14  | 33 |
| 5    | CSU Neptun Constanța   | 20 | 10 | 2 | 8  | 524 | 486 | + 38  | 32 |
| 6    | SC Mureșul Târgu Mureș | 20 | 0  | 0 | 20 | 469 | 627 | - 158 | 0  |

Conform calendarului FRH:

#### Etapa I
| 30 aprilie 2015 17:00 | CSM Unirea Slobozia | 26 - 31 | „U” Alexandrion Cluj | Sala Sporturilor, Slobozia Arbitri: Barbu, Manafu |
| 30 aprilie 2015 17:00 | Dăscălete 8         | (15-16) | Laslo 10             | Sala Sporturilor, Slobozia Arbitri: Barbu, Manafu |
| 30 aprilie 2015 17:00 | 6×                  | Cronica | 4×                   | Sala Sporturilor, Slobozia Arbitri: Barbu, Manafu |

| 30 aprilie 2015 18:00 | CSM Cetate Deva | 37 - 24 | SC Mureșul Târgu Mureș | Sala Sporturilor, Deva Arbitri: Murariu, Tăbăcariu |
| 30 aprilie 2015 18:00 | Simion 12       | (17-12) | Bucin 6                | Sala Sporturilor, Deva Arbitri: Murariu, Tăbăcariu |
| 30 aprilie 2015 18:00 | Cronica         |         |                        | Sala Sporturilor, Deva Arbitri: Murariu, Tăbăcariu |

| 30 aprilie 2015 18:00 | HCM Râmnicu Vâlcea | 24 - 22 | CSU Neptun Constanța | Sala Sporturilor Traian, Râmnicu Vâlcea Arbitri: Stark, Ștefan |
| 30 aprilie 2015 18:00 | Luca 11            | (13-11) | Enescu 9             | Sala Sporturilor Traian, Râmnicu Vâlcea Arbitri: Stark, Ștefan |
| 30 aprilie 2015 18:00 | Cronica            |         |                      | Sala Sporturilor Traian, Râmnicu Vâlcea Arbitri: Stark, Ștefan |

#### Etapa a II-a
| 3 mai 2015 15:00 | SC Mureșul Târgu Mureș | 22 - 31 | CSU Neptun Constanța | Sala Sporturilor, Târgu Mureș Arbitri: Barbu, Ciurea |
| 3 mai 2015 15:00 | Bloj 11                | (8-15)  | Enescu, Mărginean 6  | Sala Sporturilor, Târgu Mureș Arbitri: Barbu, Ciurea |
| 3 mai 2015 15:00 | Cronica                |         |                      | Sala Sporturilor, Târgu Mureș Arbitri: Barbu, Ciurea |

| 3 mai 2015 16:00 | „U” Alexandrion Cluj | 28 - 27 | HCM Râmnicu Vâlcea | Sala Polivalentă, Cluj Arbitri: Florescu, Stoia |
| 3 mai 2015 16:00 | Chintoan 9           | (13-11) | Ilina 9            | Sala Polivalentă, Cluj Arbitri: Florescu, Stoia |
| 3 mai 2015 16:00 | 3×                   | Cronica | 4× 1×              | Sala Polivalentă, Cluj Arbitri: Florescu, Stoia |

| 3 mai 2015 18:00 | CSM Cetate Deva | 20 - 20 | CSM Unirea Slobozia | Sala Sporturilor, Deva Arbitri: Stark, Ștefan |
| 3 mai 2015 18:00 | Senocico 9      | (10-13) | Dragut 7            | Sala Sporturilor, Deva Arbitri: Stark, Ștefan |
| 3 mai 2015 18:00 | Cronica         |         |                     | Sala Sporturilor, Deva Arbitri: Stark, Ștefan |

#### Etapa a III-a
| 7 mai 2015 17:00 | CSM Unirea Slobozia | 24 - 15 | SC Mureșul Târgu Mureș | Sala Sporturilor, Slobozia Arbitri: Dobre, Potârniche |
| 7 mai 2015 17:00 | Moroianu 9          | (9-4)   | Klimek 5               | Sala Sporturilor, Slobozia Arbitri: Dobre, Potârniche |
| 7 mai 2015 17:00 | 7× 1×               | Cronica | 8×                     | Sala Sporturilor, Slobozia Arbitri: Dobre, Potârniche |

| 7 mai 2015 18:00 | HCM Râmnicu Vâlcea | 35 - 29 | CSM Cetate Deva | Sala Sporturilor Traian, Râmnicu Vâlcea Arbitri: Barbu, Ciurea |
| 7 mai 2015 18:00 | Ilina 11           | (15-11) | Senocico 9      | Sala Sporturilor Traian, Râmnicu Vâlcea Arbitri: Barbu, Ciurea |
| 7 mai 2015 18:00 | Cronica            |         |                 | Sala Sporturilor Traian, Râmnicu Vâlcea Arbitri: Barbu, Ciurea |

| 7 mai 2015 DigiSport119:00 | CSU Neptun Constanța | 28 - 22 | „U” Alexandrion Cluj | Sala Sporturilor, Constanța Arbitri: Șerbu, Vasilescu |
| 7 mai 2015 DigiSport119:00 | Enescu 14            | (14-8)  | Popa 5               | Sala Sporturilor, Constanța Arbitri: Șerbu, Vasilescu |
| 7 mai 2015 DigiSport119:00 | 3×                   | Cronica | 2×                   | Sala Sporturilor, Constanța Arbitri: Șerbu, Vasilescu |

#### Etapa a IV-a
| 10 mai 2015 11:00 | CSM Unirea Slobozia | 24 - 21 | HCM Râmnicu Vâlcea | Sala Sporturilor, Slobozia Arbitri: Cristea, Hagiu |
| 10 mai 2015 11:00 | Dragut, Dăscălete 7 | (10-9)  | Ilina 7            | Sala Sporturilor, Slobozia Arbitri: Cristea, Hagiu |
| 10 mai 2015 11:00 | Cronica             |         |                    | Sala Sporturilor, Slobozia Arbitri: Cristea, Hagiu |

| 10 mai 2015 DigiSport118:00 | SC Mureșul Târgu Mureș | 22 - 25 | „U” Alexandrion Cluj | Sala Sporturilor, Târgu Mureș Arbitri: Băducu, Voicu |
| 10 mai 2015 DigiSport118:00 | Bloj 11                | (11-11) | Laslo 10             | Sala Sporturilor, Târgu Mureș Arbitri: Băducu, Voicu |
| 10 mai 2015 DigiSport118:00 | Cronica                |         |                      | Sala Sporturilor, Târgu Mureș Arbitri: Băducu, Voicu |

| 10 mai 2015 18:00 | CSM Cetate Deva | 29 - 25 | CSU Neptun Constanța | Sala Sporturilor, Deva Arbitri: Eremia, Drăgănescu |
| 10 mai 2015 18:00 | Cartaș 9        | (15-15) | Enescu 10            | Sala Sporturilor, Deva Arbitri: Eremia, Drăgănescu |
| 10 mai 2015 18:00 | Cronica         |         |                      | Sala Sporturilor, Deva Arbitri: Eremia, Drăgănescu |

#### Etapa a V-a
| 14 mai 2015 17:00 | CSU Neptun Constanța | 23 - 14 | CSM Unirea Slobozia | Sala Sporturilor, Constanța Arbitri: Băducu, Voicu |
| 14 mai 2015 17:00 | Enescu 7             | (15-7)  | Dragut 7            | Sala Sporturilor, Constanța Arbitri: Băducu, Voicu |
| 14 mai 2015 17:00 | Cronica 1, 2         |         |                     | Sala Sporturilor, Constanța Arbitri: Băducu, Voicu |

| 14 mai 2015 18:00 | HCM Râmnicu Vâlcea | 33 - 23 | SC Mureșul Târgu Mureș | Sala Sporturilor Traian, Râmnicu Vâlcea Arbitri: Vlad, Velișca |
| 14 mai 2015 18:00 | Ilina 8            | (14-13) | Klimek, Bloj 8         | Sala Sporturilor Traian, Râmnicu Vâlcea Arbitri: Vlad, Velișca |
| 14 mai 2015 18:00 | 3×                 | Cronica | 5×                     | Sala Sporturilor Traian, Râmnicu Vâlcea Arbitri: Vlad, Velișca |

| 14 mai 2015 18:00 | „U” Alexandrion Cluj | 28 - 22 | CSM Cetate Deva | Sala Sporturilor Horia Demian, Cluj Arbitri: Iliescu, Manea |
| 14 mai 2015 18:00 | Chintoan 9           | (12-14) | Simion 10       | Sala Sporturilor Horia Demian, Cluj Arbitri: Iliescu, Manea |
| 14 mai 2015 18:00 |                      | Cronica | 2×              | Sala Sporturilor Horia Demian, Cluj Arbitri: Iliescu, Manea |

#### Etapa a VI-a
| 17 mai 2015 12:00 | CSU Neptun Constanța | 25 - 25 | HCM Râmnicu Vâlcea | Sala Sporturilor, Constanța Arbitri: Din, Dinu |
| 17 mai 2015 12:00 | Ivan 7               | (12-13) | Ilina 7            | Sala Sporturilor, Constanța Arbitri: Din, Dinu |
| 17 mai 2015 12:00 | Cronica              |         |                    | Sala Sporturilor, Constanța Arbitri: Din, Dinu |

| 17 mai 2015 18:00 | SC Mureșul Târgu Mureș | 26 - 32 | CSM Cetate Deva | Sala Sporturilor, Târgu Mureș Asistență: 100 Arbitri: Dima, Gheorghiu |
| 17 mai 2015 18:00 | Klimek 9               | (14-17) | Cartaș 12       | Sala Sporturilor, Târgu Mureș Asistență: 100 Arbitri: Dima, Gheorghiu |
| 17 mai 2015 18:00 | Cronica                |         |                 | Sala Sporturilor, Târgu Mureș Asistență: 100 Arbitri: Dima, Gheorghiu |

| 17 mai 2015 18:00 | „U” Alexandrion Cluj | 31 - 24 | CSM Unirea Slobozia | Sala Polivalentă, Cluj Arbitri: Năstase, Stancu |
| 17 mai 2015 18:00 | Paraschiv 8          | (17-12) | Dragut 9            | Sala Polivalentă, Cluj Arbitri: Năstase, Stancu |
| 17 mai 2015 18:00 | Cronica 1, 2         |         |                     | Sala Polivalentă, Cluj Arbitri: Năstase, Stancu |

#### Etapa a VII-a
| 21 mai 2015 17:00 | CSU Neptun Constanța | 38 - 23 | SC Mureșul Târgu Mureș | Sala Sporturilor, Constanța Arbitri: Constantin, Iacob |
| 21 mai 2015 17:00 | Enescu 11            | (19-10) | Bucin 10               | Sala Sporturilor, Constanța Arbitri: Constantin, Iacob |
| 21 mai 2015 17:00 | Cronica              |         |                        | Sala Sporturilor, Constanța Arbitri: Constantin, Iacob |

| 21 mai 2015 17:00 | CSM Unirea Slobozia | 26 - 18 | CSM Cetate Deva | Sala Sporturilor, Slobozia Arbitri: Șerbu, Vasilescu |
| 21 mai 2015 17:00 | Dragut 11           | (13-11) |                 | Sala Sporturilor, Slobozia Arbitri: Șerbu, Vasilescu |
| 21 mai 2015 17:00 | Cronica             |         |                 | Sala Sporturilor, Slobozia Arbitri: Șerbu, Vasilescu |

| 21 mai 2015 18:00 | HCM Râmnicu Vâlcea | 29 - 26 | „U” Alexandrion Cluj | Sala Sporturilor Traian, Râmnicu Vâlcea Asistență: 500 Arbitri: Iliescu, Manea |
| 21 mai 2015 18:00 | Andrei 8           | (15-17) | Chintoan, Popa 8     | Sala Sporturilor Traian, Râmnicu Vâlcea Asistență: 500 Arbitri: Iliescu, Manea |
| 21 mai 2015 18:00 | Cronica            |         |                      | Sala Sporturilor Traian, Râmnicu Vâlcea Asistență: 500 Arbitri: Iliescu, Manea |

#### Etapa a VIII-a
| 24 mai 2015 18:00 | SC Mureșul Târgu Mureș | 20 - 29 | CSM Unirea Slobozia          | Sala Sporturilor, Târgu Mureș Arbitri: Pârvu, Stamatoiu |
| 24 mai 2015 18:00 | Klimek 9               | (11-16) | Carabulea, Dragut, Gavrilă 5 | Sala Sporturilor, Târgu Mureș Arbitri: Pârvu, Stamatoiu |
| 24 mai 2015 18:00 | Cronica                |         |                              | Sala Sporturilor, Târgu Mureș Arbitri: Pârvu, Stamatoiu |

| 24 mai 2015 18:00 | CSM Cetate Deva | 24 - 26 | HCM Râmnicu Vâlcea | Sala Sporturilor, Deva Asistență: 700 Arbitri: Năstase, Stancu |
| 24 mai 2015 18:00 | Senocico 9      | (10-14) | Ilina, Rouă 7      | Sala Sporturilor, Deva Asistență: 700 Arbitri: Năstase, Stancu |
| 24 mai 2015 18:00 | Cronica         |         |                    | Sala Sporturilor, Deva Asistență: 700 Arbitri: Năstase, Stancu |

| 24 mai 2015 18:00 | „U” Alexandrion Cluj | 35 - 28 | CSU Neptun Constanța | Sala Polivalentă, Cluj Arbitri: Barbu, Manafu |
| 24 mai 2015 18:00 | Chintoan 12          | (18-15) | Ivan 7               | Sala Polivalentă, Cluj Arbitri: Barbu, Manafu |
| 24 mai 2015 18:00 | Cronica              |         |                      | Sala Polivalentă, Cluj Arbitri: Barbu, Manafu |

#### Etapa a IX-a
| 28 mai 2015 18:00 | „U” Alexandrion Cluj | 26 - 23 | SC Mureșul Târgu Mureș | Sala Polivalentă, Cluj Arbitri: Fiscu, Moldoveanu |
| 28 mai 2015 18:00 | Chintoan 7           | (15-10) | Bucin 7                | Sala Polivalentă, Cluj Arbitri: Fiscu, Moldoveanu |
| 28 mai 2015 18:00 | Cronica              |         |                        | Sala Polivalentă, Cluj Arbitri: Fiscu, Moldoveanu |

| 28 mai 2015 18:00 | CSU Neptun Constanța | 30 - 26 | CSM Cetate Deva | Sala Sporturilor, Constanța Arbitri: Șerbu, Vasilescu |
| 28 mai 2015 18:00 | Enescu 7             | (15-10) | Simion 9        | Sala Sporturilor, Constanța Arbitri: Șerbu, Vasilescu |
| 28 mai 2015 18:00 | Cronica              |         |                 | Sala Sporturilor, Constanța Arbitri: Șerbu, Vasilescu |

| 28 mai 2015 18:00 | HCM Râmnicu Vâlcea | 23 - 23 | CSM Unirea Slobozia | Sala Sporturilor Traian, Râmnicu Vâlcea Arbitri: Harabagiu, Stănescu |
| 28 mai 2015 18:00 |                    | (15-13) | Dragut 6            | Sala Sporturilor Traian, Râmnicu Vâlcea Arbitri: Harabagiu, Stănescu |
| 28 mai 2015 18:00 | Cronica            |         |                     | Sala Sporturilor Traian, Râmnicu Vâlcea Arbitri: Harabagiu, Stănescu |

#### Etapa a X-a
| 31 mai 2015 12:00 | SC Mureșul Târgu Mureș | 25 - 31 | HCM Râmnicu Vâlcea | Sala Sporturilor, Târgu Mureș Arbitri: Agliceriu, Arbunea |
| 31 mai 2015 12:00 | (10-14)                |         |                    | Sala Sporturilor, Târgu Mureș Arbitri: Agliceriu, Arbunea |
| 31 mai 2015 12:00 | Cronica                |         |                    | Sala Sporturilor, Târgu Mureș Arbitri: Agliceriu, Arbunea |

| 31 mai 2015 12:00 | CSM Unirea Slobozia | 26 - 20 | CSU Neptun Constanța | Sala Sporturilor, Slobozia Arbitri: Stoia, Dăncescu |
| 31 mai 2015 12:00 | Gavrilă 9           | (13-9)  |                      | Sala Sporturilor, Slobozia Arbitri: Stoia, Dăncescu |
| 31 mai 2015 12:00 | Cronica             |         |                      | Sala Sporturilor, Slobozia Arbitri: Stoia, Dăncescu |

| 31 mai 2015 12:00 | CSM Cetate Deva    | 35 - 34 | „U” Alexandrion Cluj | Sala Sporturilor, Deva Asistență: 200 Arbitri: Dobre, Potârniche |
| 31 mai 2015 12:00 | Cartaș, Senocico 9 | (17-17) | Chintoan 9           | Sala Sporturilor, Deva Asistență: 200 Arbitri: Dobre, Potârniche |
| 31 mai 2015 12:00 | Cronica            |         |                      | Sala Sporturilor, Deva Asistență: 200 Arbitri: Dobre, Potârniche |

### Clasamentul marcatoarelor în Play-Out
Actualizat pe 7 mai 2015
| Poz. | Nume                       | Echipă                 | Goluri |
| ---- | -------------------------- | ---------------------- | ------ |
| 1    | Andreea Enescu (ROU)       | CSU Neptun Constanța   | 29     |
| 2    | Daria Ilina (RUS)          | HCM Râmnicu Vâlcea     | 23     |
| 3    | Mihaela Senocico-Ani (ROU) | CSM Cetate Deva        | 22     |
| 4    | Florina Chintoan (ROU)     | „U” Alexandrion Cluj   | 19     |
| 4    | Ana Maria Simion (ROU)     | CSM Cetate Deva        | 19     |
| 6    | Janina Luca (ROU)          | HCM Râmnicu Vâlcea     | 18     |
| 7    | Laura Popa (ROU)           | „U” Alexandrion Cluj   | 17     |
| 8    | Cristina Laslo (ROU)       | „U” Alexandrion Cluj   | 16     |
| 9    | Andreea Pîrvan (ROU)       | SC Mureșul Târgu Mureș | 15     |
| 10   | Mădălina Toma (ROU)        | CSU Neptun Constanța   | 14     |

## Clasamentul final
|  | Echipe care merg la turneul de baraj |
|  | Echipe retrogradate în Divizia A     |

Tabelul de mai jos prezintă clasamentul final și cupele europene în care echipele fruntașe vor evolua în anul competițional următor:
| Loc                | Echipă                 | Competiție europeană               |
| Campioana României | CSM București          | grupele Ligii Campionilor EHF      |
| 2                  | HCM Baia Mare          | calificări în Liga Campionilor EHF |
| 3                  | Corona Brașov          | Cupa EHF                           |
| 4                  | HCM Roman              | Cupa EHF                           |
| 5                  | SCM Craiova            | Cupa Cupelor EHF                   |
| 6                  | HC Dunărea Brăila      |                                    |
| 7                  | HC Zalău               |                                    |
| 8                  | CSM Ploiești           |                                    |
| 9                  | HCM Râmnicu Vâlcea     |                                    |
| 10                 | „U” Alexandrion Cluj   |                                    |
| 11                 | CSM Unirea Slobozia    |                                    |
| 12                 | CSM Cetate Deva        |                                    |
| 13                 | CSU Neptun Constanța   |                                    |
| 14                 | SC Mureșul Târgu Mureș |                                    |